# Museo Casa Colonial Familia Castillo
El Museo Casa Colonial Familia Castillo, o Casa Castillo, es un museo de historia en Comayagua, Honduras, sobre la historia, sociedad y vida de la época colonial hondureña de Nueva España. El museo es gestionado por el gobierno municipal y está ubicado en la casa colonial del historiador Mario Felipe Martínez Castillo. Fue inaugurado en junio de 2017 como museo y archivo local.
El museo se enfoca en la historia local y nacional con objetos y documentos del descubrimiento de América, la conquista y la colonización de Honduras. El museo también engloba el Centro de Investigaciones Históricas, un archivo público de historia local.
Es un muy buen lugar, esta con aire acondicionado y el lugar se mantiene intacto. [³]

## Historia y arquitectura
La casa se encuentra en el centro de la ciudad en la esquina nororiental del Parque Central al lado del Palacio Municipal. Según un estudio español, el edificio data de la era colonial y tiene forma de "U" con un patio central, aunque ha tenido varias alteraciones durante los años.
El museo fue inaugurado el 23 de junio de 2017 por la municipalidad de Comayagua, el Instituto Hondureño de Cultura Hispánica y el Instituto Hondureño de Antropología e Historia.

## Colección
La colección del museo está repartida en cinco salas que van en modo cronológico de la historia de Honduras desde el descubrimiento de América hasta la época colonial.
1. Sala 1: Preparativos del descubrimiento
2. Sala 2: El descubrimiento y sus protagonistas
3. Sala 3: La conquista y sus conquistadores
4. Sala 4: La colonización, características y sus protagonistas
5. Sala 5: La vida colonial en Honduras y las claves de la identidad nacional